# Ка-Чи
Тип 3, «Ка-Чи» (яп. 特三式内火艇 カチ току сан сики утибитэи ка-ти) — японский плавающий танк времён Второй мировой войны, созданный инженерами компании «Мицубиси» на основе среднего танка «Чи-Хе». Выпущен в незначительных количествах в 1944—1945 годах и никогда не участвовал в боях.